# Síndrome d'hiperviscositat
La síndrome d'hiperviscositat és un grup de trastorns que provoquen per l'augment de la viscositat de la sang. Els símptomes de la viscositat sanguínia alta inclouen sagnat espontani de les membranes mucoses, trastorns de la visió a causa de la retinopatia, i símptomes neurològics que van des mal de cap i el vertigen de les convulsions i coma.
La hiperviscositat es produeix a partir dels canvis patològics de les fraccions cel·lulars o de les proteïnes de la sang tal com es troba en les policitèmies, mieloma múltiple (particularment d'IgA i IgG3), la leucèmia, gammapaties monoclonals com ara la macroglobulinèmia de Waldenström, l'anèmia de cèl·lules falciformes, i la sèpsia.
Els tipus de síndromes d'hiperviscositat varien segons la patologia:
- Hiperviscositat del sèrum, que pot causar trastorns neurològics o oculars.
- Hiperviscositat policitèmica, que es tradueix en reducció del flux sanguini o la perfusió capil·lar i l'augment de la congestió d'òrgans.
- Disminució de la deformabilitat dels glòbuls vermells, sovint evident en l'anèmia de cèl·lules falciformes.